# Ivonne Coll
Ivonne Coll (Fajardo, 18 giugno 1947) è un'attrice portoricana.
Ha debuttato nel mondo dello spettacolo come modella e nel 1967 viene eletta Miss Porto Rico. Lo stesso anno compete anche in Miss Universo. Nel 1972 si trasferisce a Los Angeles, dove studia canto e recitazione, e recita nel film di Francis Ford Coppola Il padrino - Parte II. Nel 1979 si trasferisce a New York, dove recita in produzioni dell'Off Broadway di classici come Romeo e Giulietta, Macbeth e Come vi piace.
Negli anni 2000 è tornata a recitare in teatro, con la produzione di Madre Coraggio e i suoi figli in scena a Berkeley, e in televisione, nelle serie Teen Wolf, Glee e Jane the Virgin in cui interpreta Alba Villanueva.

## Filmografia parziale

### Cinema
- Il padrino - Parte II (The Godfather Part II), regia di Francis Ford Coppola (1974)
- Conta su di me (Lean on Me), regia di John G. Avildsen (1978)
- Strangeland, regia di John Pieplow (1998)
- Instinct - Istinto primordiale (Instinct), regia di Jon Turteltaub (1999)
- Waking the Dead, regia di Keith Gordon (2000)
- Distruggete Los Angeles! (Scorcher), regia di James Seale (2002)
- Splinter, regia di Michael D.Olmos (2006)

### Televisione
- Flash - serie TV, 1 episodio (1990)
- La legge di Bird - serie TV, 2 episodi (1990)
- Wings - serie TV, 1 episodio (1991)
- Avvocati a Los Angeles - serie TV, 1 episodio (1994)
- Chicago Hope - serie TV, 1 episodio (1995)
- Beautiful - serie TV, 6 episodi (1996-1997)
- Pacific Blue - serie TV, 3 episodi (1996-1998)
- The Practice - Professione avvocati - serie TV, 1 episodio (1999)
- NYPD - New York Police Department - serie TV, 1 episodio (2000)
- Roswell - serie TV, 2 episodi (2001)
- The Division - serie TV, 2 episodi (2001-2002)
- Giudice Amy - serie TV, 1 episodio (2003)
- Six Feet Under - serie TV, 1 episodio (2003)
- Joan of Arcadia - serie TV, 3 episodi (2003)
- Senza traccia - serie TV, 1 episodio (2005)
- Veronica Mars - serie TV, 1 episodio (2005)
- Crossing Jordan - serie TV, 1 episodio (2006)
- CSI - Scena del crimine - serie TV, 1 episodio (2006)
- Dirt - serie TV, 1 episodio (2007)
- Heroes - serie TV, 1 episodio (2007)
- Febbre d'amore - serie TV, 1 episodio (2008)
- E.R. - Medici in prima linea - serie TV, 1 episodio (2009)
- Cold Case - Delitti irrisolti - serie TV, 1 episodio (2010)
- Switched at Birth - Al posto tuo - serie TV, 28 episodi (2011-2014)
- Glee - serie TV, 3 episodi (2011, 2015)
- Hemingway & Gellhorn - film TV (2012)
- Teen Wolf - serie TV, 3 episodi (2014)
- Jane the Virgin - serie TV, 100 episodi (2014-2019) Alba Villanueva
- Giorno per giorno - serie TV, episodio 2x7 (2018)
- Lucifer - serie TV, episodio 5x5 (2020)

## Doppiatrici italiane
Nelle versioni in italiano delle opere in cui ha recitato, Ivonne Coll è stata doppiata da:
- Graziella Polesinanti in Teen Wolf, Cold Case - Delitti irrisolti, Lucifer
- Doriana Chierici in Switched at Birth - Al posto tuo, Jane The Virgin
- Aurora Cancian in Glee (ep. 3x07)
- Stefania Romagnoli in Glee (ep. 6x06, 6x08)
- Germana Dominici in Flash
- Noemi Gifuni in Roswell